# Yarsanism
Yarsanism, Yarí eller Kaka'i är en kurdisk religion, som utvecklades av Sultan Sohak mot slutet av 1300-talet i det område som i dag är västra Iran. Ofta benämns yarsanerna med termen Ahl-e Haqq ("Sanningens folk"). Yarsanernas stam kallas för Kaka’i och talar sydkurdiska även känd som feyli kurdiska.
Utövarna bor i Kurdistan, gränsområdet mellan Iran och Irak. Yarsaner är bosatta i städerna Khanaqin, Mandali i Irak och Ilam, Kermanshah i Iran. Den överväldigande majoriteten yarsaner är kurder, och i stort sett alla talar det sydliga kurdiska litteraturspråket gorani, framför allt i sånger och som ett religiöst språk. Hela den sydligaste delen av Kurdistan är yarsanisk. Officiella siffror på antalet anhängare är missvisande, dels för att myndigheterna friserar statistiken, dels för att yarsanerna i egenskap av förtryckt minoritet länge själva tillämpat så kallad taqqiyya.
Yarsanism är en monoteistisk religion, präglad av tidsåldersspekulation och föreställningar om sju ärkeänglar. Gud anses ha tagit mänsklig gestalt sju gånger.
Utövandet präglas av dhikr. Tre fastedagar inträffar någon gång under vintern.
I slutet av 1900-talet blev det populärt bland kurdiska nationalister att sammanföra yarsanismen med den kurdiska religionen yazidism och turkisk alevism till den hypotetiska "samlingsreligionen" yazdanism.